# Roberto Baggio
Roberto Baggio (pronunție în italiană [roˈbɛrto ˈbaddʒo]; n. 18 februarie 1967, Caldogno, Italia) este un fost fotbalist italian. Baggio a evoluat cu echipa națională a Italiei la trei Campionate Mondiale de Fotbal, în perioada 1990–1998.
Este considerat pe larg unul din cei mai mari fotbaliști ai tuturor timpurilor, s-a clasat pe locul patru în sondajul online FIFA Player of the Century, și a fost inclus Echipa de Vis a Campionatului Mondial. În 1993, Baggio a fost numit Fotbalistul anului FIFA și a câștigat Ballon d'Or. În 2004, a fost inclus în Top 125 cei mai buni fotbaliști în viață, la celebrarea centenarului FIFA. El este unicul italian care a marcat goluri la Campionate Mondiale de Fotbal, 1990, 1994 și 1998, și deține recordul la cele mai multe goluri marcate la Campionatul Mondial pentru Italia, împreună cu Paolo Rossi și Christian Vieri.
Baggio a jucat la echipa națională de fotbal a Italiei în 56 de meciuri, marcând 27 de goluri, și este al patrulea cel mai bun marcator echipa națională.
La nivel de club, Baggio este unul din trei cei mai buni marcatori italieni în toate competițiile. În 2002 el a devenit primul fotbalist italian din ultimii 50 de ani, care a marcat peste 300 de goluri în carieră.

## Statistici carieră

### Club
| Sezon         | Club           | Campionat     | Campionat | Campionat | Campionat | Cupă    | Cupă   | Europa  | Europa | Total   | Total  |
| Sezon         | Club           | Campionat     | Meciuri   | Goluri    | Assists   | Meciuri | Goluri | Meciuri | Goluri | Meciuri | Goluri |
| ------------- | -------------- | ------------- | --------- | --------- | --------- | ------- | ------ | ------- | ------ | ------- | ------ |
| 1982–83       | Vicenza        | Serie C1      | 1         | 0         | -         | 1       | 0      | -       | -      | 2       | 0      |
| 1983–84       | Vicenza        | Serie C1      | 6         | 1         | -         | 4       | 1      | -       | -      | 10      | 2      |
| 1984–85       | Vicenza        | Serie C1      | 29        | 12        | -         | 5       | 2      | -       | -      | 34      | 14     |
| 1985–86       | Fiorentina     | Serie A       | 0         | 0         | 0         | 5       | 0      | -       | -      | 5       | 0      |
| 1986–87       | Fiorentina     | Serie A       | 5         | 1         | 2         | 4       | 2      | 1       | 0      | 10      | 3      |
| 1987–88       | Fiorentina     | Serie A       | 27        | 6         | 1         | 7       | 3      | -       | -      | 34      | 9      |
| 1988–89       | Fiorentina     | Serie A       | 30        | 15        | 3         | 10      | 9      | -       | -      | 40      | 24     |
| 1989–90       | Fiorentina     | Serie A       | 32        | 17        | 6         | 2       | 1      | 12      | 1      | 46      | 19     |
| 1990–91       | Juventus       | Serie A       | 33        | 14        | 12        | 6       | 4      | 8       | 9      | 47      | 27     |
| 1991–92       | Juventus       | Serie A       | 32        | 18        | 8         | 8       | 4      | -       | -      | 40      | 22     |
| 1992–93       | Juventus       | Serie A       | 27        | 21        | 6         | 7       | 3      | 9       | 6      | 43      | 30     |
| 1993–94       | Juventus       | Serie A       | 32        | 17        | 8         | 2       | 2      | 7       | 3      | 41      | 22     |
| 1994–95       | Juventus       | Serie A       | 17        | 8         | 8         | 4       | 2      | 8       | 4      | 29      | 14     |
| 1995–96       | Milan          | Serie A       | 28        | 7         | 10        | 1       | 0      | 5       | 3      | 34      | 10     |
| 1996–97       | Milan          | Serie A       | 23        | 5         | 2         | 5       | 3      | 5       | 1      | 33      | 9      |
| 1997–98       | Bologna        | Serie A       | 30        | 22        | 6         | 3       | 1      | -       | -      | 33      | 23     |
| 1998–99       | Internazionale | Serie A       | 23        | 6         | 10        | 6       | 0      | 6       | 4      | 35      | 11     |
| 1999–00       | Internazionale | Serie A       | 18        | 6         | 2         | 5       | 1      | -       | -      | 23      | 7      |
| 2000–01       | Brescia        | Serie A       | 25        | 10        | 10        | 2       | 0      | -       | -      | 27      | 10     |
| 2001–02       | Brescia        | Serie A       | 12        | 11        | 3         | 1       | 0      | 1       | 1      | 13      | 12     |
| 2002–03       | Brescia        | Serie A       | 32        | 12        | 9         | 0       | 0      | -       | -      | 32      | 12     |
| 2003–04       | Brescia        | Serie A       | 26        | 12        | 11        | 0       | 0      | -       | -      | 26      | 12     |
| Total         | Italia         | Italia        | 488       | 221       | 117       | 88      | 38     | 61      | 32     | 637     | 291    |
| Total carieră | Total carieră  | Total carieră | 488       | 221       | 117       | 88      | 38     | 61      | 32     | 637     | 291    |

### Internațional
| Italia | Italia  | Italia |
| An     | Meciuri | Goluri |
| ------ | ------- | ------ |
| 1988   | 1       | 0      |
| 1989   | 6       | 3      |
| 1990   | 9       | 4      |
| 1991   | 2       | 1      |
| 1992   | 7       | 6      |
| 1993   | 7       | 5      |
| 1994   | 12      | 5      |
| 1995   | 1       | 0      |
| 1996   | -       | -      |
| 1997   | 2       | 1      |
| 1998   | 6       | 2      |
| 1999   | 2       | 0      |
| 2000   | -       | -      |
| 2001   | -       | -      |
| 2002   | -       | -      |
| 2003   | -       | -      |
| 2004   | 1       | 0      |
| Total  | 56      | 27     |

### Goluri la Campionatul Mondial
| #  | Data       | Stadion                                 | Oponent      | Scor  | Rezultat | Ediția | Runda              |
| -- | ---------- | --------------------------------------- | ------------ | ----- | -------- | ------ | ------------------ |
| 1. | 1990-06-19 | Stadio Olimpico, Rome, Italy            | Cehoslovacia | 2 – 0 | 2–0      | 1990   | Faza grupelor      |
| 2. | 1990-07-07 | Stadio San Nicola, Bari, Italy          | Anglia       | 1 – 0 | 2–1      | 1990   | Finala mică        |
| 3. | 1994-07-05 | Foxboro Stadium, Foxborough, SUA        | Nigeria      | 1 – 1 | 2–1      | 1994   | Optimi de finală   |
| 4. | 1994-07-05 | Foxboro Stadium, Foxborough, SUA        | Nigeria      | 1 – 2 | 2–1      | 1994   | Optimi de finală   |
| 5. | 1994-07-09 | Foxboro Stadium, Foxborough, SUA        | Spania       | 2 – 1 | 2–1      | 1994   | Sferturi de Finală |
| 6. | 1994-07-13 | Giants Stadium, East Rutherford, SUA    | Bulgaria     | 1 – 0 | 2–1      | 1994   | Semifinale         |
| 7. | 1994-07-13 | Giants Stadium, East Rutherford, SUA    | Bulgaria     | 2 – 0 | 2–1      | 1994   | Semifinale         |
| 8. | 1998-06-11 | Stade du Parc Lescure, Bordeaux, Franța | Chile        | 2 – 2 | 2–2      | 1998   | Faza grupelor      |
| 9. | 1998-06-23 | Stade de France, Saint-Denis, Franța    | Austria      | 2 – 0 | 2–1      | 1998   | Faza grupelor      |

## Palmares

### Club
Juventus
- Cupa UEFA: 1992-93
- Serie A: 1994–95
- Coppa Italia: 1994–95

AC Milan
- Serie A: 1995–96

Bologna
- Cupa UEFA Intertoto: 1998

### Internațional
Italia
- Campionatul Mondial de Fotbal
- Vicecampion: 1994

Locul 3: 1990

### Individual
- Golden Guerin with Vicenza: 1985
- U-23 European Footballer of the Year: 1990
- Premiul Bravo: 1990
- Cupa Cupelor UEFA – golgheter: 1990–91
- Platinum Football award by TV Sorrisi and Canzoni: 1992
- Onze d'Or: 1993
- World Soccer Player of the Year: 1993
- Ballon d'Or: 1993
- FIFA World Player of the Year: 1993
- FIFA World Cup Silver Ball: 1994
- FIFA World Cup Silver Boot: 1994
- FIFA World Cup All-Star Team: 1994
- Onze de Bronze: 1994
- Ballon d'Or (Silver Award): 1994
- FIFA World Player of the Year (Bronze Award): 1994
- Onze d'Argent: 1995
- Golden Guerin with AC Milan: 1996
- Azzuri Team of The Century: 2000
- Golden Guerin with Brescia: 2001
- Guerin d'Oro: 2001
- FIFA World Cup Dream Team: 2002
- 'Most Loved Player' Award via Internet Polls: 2001
- 'Most Loved Player' Award at the Italian Oscars: 2002
- Golden Foot: 2003
- FIFA 100: 2004
- World Soccer Awards 100 Greatest Players of the 20th Century #16
- Giuseppe Prisco award: 2004
- Guerin's Sportivo 150 Grandi del Secolo
- Placar's 100 Craques do Seculo
- Planète Foot's 50 Meilleurs Joueurs du Monde
- Italy All-time XI by Football Italia
- Juventus All-time XI by Football Italia
- Brescia All-time XI by Football Italia
- Italian Football Hall of Fame: 2011